# Сюберви, Жак-Жерве
Жак Жерве Сюберви (фр. Jacques Gervais Subervie; 1772—1856) — французский военный деятель, дивизионный генерал (1814 год), барон (1809 год), участник революционных и наполеоновских войн, земляк и адъютант маршала Ланна. Имя генерала выбито на Триумфальной арке в Париже.

## Биография
Родился в семье торговца Жозефа Сюберви (фр. Joseph Subervie; 1741—1799) и его супруги Бланш Орьо (фр. Blanche Aurio; 1740—1810). 20 июня 1792 года поступил на службу во 2-й батальон волонтёров Жера в звании лейтенанта, служил на Пиренеях. 21 сентября 1793 года произведён в капитаны и 5 ноября 1794 года был зачислен в штаб заместителем полковника Лагранжа. После роспуска Пиренейской армии 12 октября 1795 года оставался без служебного назначения.
4 сентября 1797 года он был назначен адъютантом генерала Ланна в Итальянской армии. В мае 1798 года он принял участие в Египетской кампании, участвовал во взятии Мальты, но там заболел и служил у генерала Вобуа до капитуляции острова 3 сентября 1800 года.
Вернувшись во Францию, он возобновил свои обязанности адъютанта генерала Ланна и 18 апреля 1803 года был назначен командиром эскадрона.
В 1805 году Сюберви принял участие в кампании против Австрии и России. Отличился при Ульме. В Аустерлицком сражении, под Сюберви был убит конь, а сам Жак был ранен пулей. За блестяще проведённую кампанию был произведён 27 декабря 1805 года в полковники и возглавил 10-й конно-егерский полк, сменив Огюста Кольбера. Затем в составе бригады Кольбера он в Прусской кампании. Приняв участие в Йенском сражении 14 октября 1806 года, в ходе которого он захватил неприятельскую батарею из десяти пушек и разгромил полк саксонских кирасиров. Затем он преследовал пруссаков в направлении Магдебурга и уничтожил части кавалерии, шедшие в сторону Брауншвейга. После взятия Магдебурга 8 ноября он был в авангарде частей, переправлявшихся через Вислу у Торуни в Польше. 6 февраля 1807 года он принял участие в сражении при Гофе против русских войск, затем в сражении при Эйлау 8 февраля. В этом случае он был ранен в правое плечо и под ним убили лошадь. 12 июня, после сражения при Гейльсберге, он преследовал противника в направлении Фридланда. Во время битвы при Фридланде 14 июня он совершил несколько эффективных атак. 15-го числа он преследовал противника в направлении Интерсбурга, взял 200 пленных и 16-го прибыл к Неману, где, рассеяв отряд, составлявший эскорт, взял значительный обоз повозок и боеприпасов. После Тильзитского мира 9 июля 1807 года Сюберви вернулся во Францию. 22 июля 1807 года 10-й конно-егерский был выведен из состава бригады Кольбера.
С 1808 по 1811 год он вёл кампании в Испании и Португалии. Действуя в составе дивизии Ласалля, в первых числах июня 1808 года он двинулся на Торкемаду, рассеял крупный контингент противника, затем двинулся на Паленсию и Вальядолид, где его полк рассекал арьергард испанской армии генерала Грегорио Гарсия де ла Куэста. 14 июля в ходе сражения при Медине-де-Риосеко подопечные его полка обеспечили победу. Во время отступления французской армии на Эбро он участвовал в битве при Бургосе 10 ноября 1808 года, а после битвы при Сомосьерре 30 ноября - во взятии Мадрида 4 декабря. 21 марта 1809 года он преследовал арьергард генерала Куэсты по дороге на Трухильо, очень близко к Мьяхадасу, когда был окружён со всех сторон на лесистых холмах, где испанская кавалерия устроила засаду. Своим спасением и спасением своего полка он обязан только тому хладнокровию и бесстрашию, с которыми он сопротивлялся семикратно более многочисленным силам, от которых ему удалось спастись. 28 марта в битве при Медельине его полк первым переправился через Гвадиану и атаковал разрозненные линии пехоты. 27 и 28 июля он участвовал в битве при Талавере. В 1810 и 1811 годах он способствовал рассредоточению английского армейского корпуса генерала Блейка в Мурсии. 4 августа 1810 года сражался у реки Альманзора. Упоминался среди старших офицеров, особенно отличившихся во время этой кампании, особенно при осадах различных мест и в битве при Сагунто 25 октября 1811 года. 6 августа 1811 года ему было присвоено звание бригадного генерала.
22 февраля 1812 года вернулся во Францию. 28 марта 1812 года возглавил 16-ю бригаду лёгкой кавалерии 2-й дивизии легкой кавалерии. Принимал участие в Русской кампании 1812 года. 5 июля он атаковал дивизию генерала Корфа и отбросил её на Десну, потеряв 200 пленных. Он был в битве при Инково 8 августа. 10 августа придан дивизии Пажоля. Он также был серьёзно ранен двумя осколками в правое бедро и под ним убили лошадь в Бородинском сражении. Был эвакуирован в Вильно. В феврале 1813 года получил отпуск.
Вернувшись в строй, участвовал в Саксонской кампании 1813 года. 11 августа 1813 года возглавил 9-ю дивизию лёгкой кавалерии в 5-м кавалерийском корпусе Пажоля. Сражался при Ветау 9 и 10 октября, при Лейпциге с 16 по 19 октября и при Ханау 30 и 31 октября. Когда армия переправилась через Рейн, Сюберви направился в Верхний Эльзас. С 24 по 31 декабря происходили сражения при Сент-Круа-ан-Плен, в которых французские войска противодействовали наступлению австрийских войск на территории Франции.
В 1814 году он сражался при Сен-Дье 27 января, при Сен-Дизье 28 января, при Бриенне 29 января, при Ла-Ротьере 1 февраля, при Шампобере 10 февраля, при Мормане 17 февраля, при Монтеро 18 февраля , при Сезанне 4 марта, где он был ранен несколькими ударами копья, при Сен-Дизье 22 марта, затем был ранен тремя ударами копья во время обороны Парижа 30 марта. Он стал дивизионным генералом 3 апреля 1814 года, но 8 апреля его назначение было отменено указом Временного правительства. Утверждён королём в новом звании 23 июля 1814 года. 1 сентября 1814 года он был переведён на недействительную военную службу и получал половинное жалованье.
В 1815 году, во время «Сто дней», он вернулся на службу 3 июня 1815 года в качестве командира 5-й лёгкой кавалерийской дивизии Северной армии, и сражался при Линьи 16 июня, затем при Ватерлоо 18 июня. После поражения он присоединился к генералу Пажолю в Луарской армии.
По возвращении Бурбонов Сюберви не был подвергнут преследованиям. С 7 августа 1815 года был без служебного назначения и 16 февраля 1825 года уволен в отставку.
31 декабря 1816 года женился в Ламонзи-Сен-Мартене на дочери генерала Буде, Анне (фр. Anne Lodoïska Boudet; 1800—1861). В браке родились двое детей.
После революции 1830 года, 30 июля он был возвращён на военную службу в чине генерал-лейтенанта и назначен командующим 1-го военного округа в Париже. Но уже 4 августа оставил данную должность. Впоследствии был генеральным инспектором кавалерии.
В период с 1834 по 1848 год (с небольшими перерывами) Сюберви избирался членом парламента Франции. После Февральской революции 1848 года он стал военным министром, но уже 7 марта подал прошение об отставке с министерского поста. Его просьба была удовлетворена и он был назначен канцлером ордена Почётного легиона.
Скончался 10 марта 1856 года в замке Параншер в Лигё.

## Воинские звания
- Младший лейтенант (20 июня 1792 года);
- Капитан (21 сентября 1793 года);
- Командир эскадрона (18 апреля 1803 года);
- Полковник (27 декабря 1805 года);
- Бригадный генерал (6 августа 1811 года);
- Дивизионный генерал (3 апреля 1814 года, утверждён 23 июля 1814 года).

## Титулы
- Барон Сюберви и Империи (фр. baron Subervie et de l'Empire; декрет от 19 марта 1808 года, патент подтверждён 28 ноября 1809 года)[2].

## Награды
Легионер ордена Почётного легиона (9 июля 1804 года)
 Офицер ордена Почётного легиона (14 мая 1807 года)
 Кавалер ордена Железной короны (8 декабря 1813 года)
 Кавалер Военного ордена Святого Людовика (23 июля 1814 года)
 Командор ордена Почётного легиона (18 октября 1830 года)
 Великий офицер ордена Почётного легиона (25 апреля 1840 года)
 Большой крест ордена Почётного легиона (11 декабря 1848 года)